# Моро, Фабрицио
Фабрицио Моро (итал. Fabrizio Moro), настоящее имя Фабрицио Мобричи (итал. Fabrizio Mobrici); род. 9 апреля 1975 года, в Риме, Италия — итальянский музыкант, автор-исполнитель.
За более чем двадцать лет карьеры выпустил двенадцать альбомов. Шесть раз принимал участие в фестивале в Сан-Ремо — в 2000, 2007, 2008, 2010, 2017 и 2018 годах. В 2007 году стал победителем фестиваля в Сан-Ремо в категории «Новые голоса» с песней «Pensa» («Подумай»), посвящённой жертвам мафии. В 2018 году вместе с Эрмалем Мета выиграл фестиваль в Сан-Ремо с песней «Non mi avete fatto niente» («Вы мне ничего не сделали»). Эрмаль Мета и Фабрицио Моро представляли Италию на конкурсе песни Евровидение 2018 года, который прошел в Лиссабоне 8-12 мая. Итальянцы заняли 5 место.

## Музыкальная карьера
В 1996 году Фабрицио Моро выпускает дебютный сингл «Per tutta un’altra destinazione», который позже входит в одноимённый альбом, выпущенный лэйбом Ricordi в 2000 году после участия Фабрицио в 50-м фестивале Сан-Ремо в номинации «Новые голоса» с песней «Un giorno senza fine», где он занял 13-е место из 18.
В 2004 году Моро записывает испанскую версию песни «Situazioni della vita» для сборника Italianos para siempre, выпущенного в Латинской Америке лэйблом Universal. В альбом вошли песни нескольких итальянских исполнителей. Следующие синглы «Eppure pretendevi di essere chiamata amore» и «Ci vuole un business» увидели свет в 2004 и 2005, соответственно.
В 2007 году Моро во второй раз выступает на фестивале Сан-Ремо в номинации «Новые голоса», после чего приобретает известность в Италии. С песней «Pensa», направленной против мафии и посвященной её жертвам, в том числе судьям Джованни Фальконе и Паоло Борселлино, он побеждает в конкурсе и получает премию музыкальных критиков Mia Martini. Став синглом, «Pensa» возглавила Italian Singles Chart и вошла в топ-40 Швейцарии. Песня также была включена в одноимённый альбом, который позже получил золотую сертификацию от FIMI.
В 2008 году, в третий раз приняв участие в фестивале Сан-Ремо и впервые — в номинации «Победители», Моро выпускает третий студийный альбом Domani. Первый сингл с альбома, «Eppure mi hai cambiato la vita», занял третье место в конкурсе и попал в топ-10 Италии.
В 2009 году Моро становится соавтором песни «Resta come sei» для альбома Diluvio universal итальянской поп-рок группы Stadio. На диске Моро указан как приглашенный артист. 5 июня 2009 года выходит его первый мини-альбом, Barabba. Итальянские журналисты посчитали, что название трека является отсылкой к скандалу с Сильвио Берлускони и девочкой-подростком Ноэми Летицией, но Моро это отрицал, заявляя, что песня была написана до того, как разразился скандал. На следующий год Фабрицио снова участвует в фестивале Сан-Ремо с песней «Non è una canzone». На полу-финале он исполняет песню вместе с испанской группой Jarabe de Palo, но не проходит в финал. Песня была включена в альбом Ancora Barabba и заняла 17-ю строчку в FIMI Top Digital Download.
В ноябре 2011 Моро впервые появляется на телевидении в качестве ведущего программы Sbarre, документального шоу об итальянских заключенных, транслируемого на телеканале Rai 2. Помимо этого, Моро записал и исполнил для музыкальной заставки этой программы песню «Respiro» и включил её в свой первый лайв-альбом, Live Atlantico.
Моро также является автором песен «Sono solo parole» и «Se non è amore» певицы Ноэми, которые стали синглами и вошли в альбомы RossoNoemi (2012) и Rosso Live, соответственно.
11 февраля 2018 Фабрицио Моро вместе с Эрмалем Мета стали победителями фестиваля Сан-Ремо в номинации «Биг» с песней Non mi avete fatto niente и представляли Италию на Конкурсе песни «Евровидение-2018» в Лиссабоне, заняв по итогам голосования 5-е место.

## Дискография

### Студийные альбомы
- 2000 — Fabrizio Moro
- 2005 — Ognuno ha quel che si merita
- 2007 — Pensa
- 2008 — Domani
- 2009 — Barabba
- 2010 — Barabba
- 2013 — L’inizio
- 2015 — Via delle Girandole 10
- 2017 — Pace
- 2019 — Figli di nessuno

### Концертные альбомы
- 2011 — Atlantico Live

### Компиляции
- 2016 — Il meglio di Fabrizio Moro — Grandi successi
- 2018 — Parole rumori e anni

### Синглы
- 1996 — Per tutta un’altra destinazione
- 2000 — Un giorno senza fine
- 2004 — Eppure pretendevi di essere chiamata amore
- 2005 — Ci vuole un business
- 2007 — Pensa
- 2007 — Fammi sentire la voce
- 2007 — Parole rumori e giorni
- 2008 — Eppure mi hai cambiato la vita
- 2008 — Libero
- 2009 — Il senso di ogni cosa
- 2009 — Barabba
- 2010 — Non è una canzone
- 2011 — Respiro
- 2011 — Fermi con le mani
- 2013 — Sono come sono
- 2013 — L’eternità
- 2013 — Babbo Natale esiste
- 2015 — Acqua
- 2015 — Alessandra sarà sempre più bella
- 2016 — Sono anni che ti aspetto
- 2017 — Portami via
- 2017 — Andiamo
- 2017 — La felicità
- 2018 — Non mi avete fatto niente (feat Ermal Meta)